# Cora marina
Cora marina är en trollsländeart som beskrevs av Selys 1868. Cora marina ingår i släktet Cora och familjen Polythoridae. IUCN kategoriserar arten globalt som livskraftig. Inga underarter finns listade i Catalogue of Life.